# Харисбург (Северна Каролина)
Харисбург (енгл. Harrisburg) град је у америчкој савезној држави Северна Каролина.

## Демографија
По попису из 2010. године број становника је 11.526, што је 7.033 (156,5%) становника више него 2000. године.
| Група             | 2000.         | 2010.         |
| Белци             | 4.230 (94,1%) | 8.455 (73,4%) |
| Афроамериканци    | 145 (3,2%)    | 1.892 (16,4%) |
| Азијати           | 42 (0,9%)     | 522 (4,5%)    |
| Хиспаноамериканци | 37 (0,8%)     | 421 (3,7%)    |
| Укупно            | 4.493         | 11.526        |